# Jimmy Anak Ahar
Jimmy Anak Ahar (* 3. November 1981) ist ein ehemaliger bruneiischer Mittelstreckenläufer.

## Biografie
Jimmy Anak Ahar nahm als einziger Athlet Bruneis an den Olympischen Spielen 2004 in Athen teil. Er startete über 1500 Meter, schied jedoch im Vorlauf aus.
Sein älterer Bruder Sefli war ebenfalls Leichtathlet, während sein jüngerer Bruder Philip Fußballnationalspieler Bruneis war.